# Ioan Bowen Rees
Ioan Bowen Rees (13. ledna 1929 – 4. května 1999) byl velšský spisovatel a aktivista.

## Život
Narodil se v severovelšském Dolgellau. Později studoval na Boothamské škole v anglickém městě York a následně získal stipendium na oxfordskou The Queen's College. Byl aktivní v politické straně Plaid Cymru. Psal jak anglicky, tak i velšsky. Je například autorem antologie s horskou tematikou The Mountains of Wales (1987). Rovněž publikoval čtyři sbírky esejí na téma Snowdonia, Alpy, Himálaj a Andy. Od roku 1959 byla jeho manželkou Margaret Wynn Meredith. Jeho syn Gruff Rhys se stal zpěvákem. Kromě Gruffa měl ještě jednoho syna a dceru. Zemřel v Bangoru ve věku 70 let.